# لی تری
لی تری (به انگلیسی: Lee Terry) نمایندهٔ حوزه انتخابیه دوم نبراسکا از حزب جمهوری‌خواه ایالات متحده آمریکا در مجلس نمایندگان ایالات متحده آمریکا است که برای نخستین‌بار در ۱۲ ژانویه ۱۹۹۹ میلادی به‌عضویت این مجلس درآمد.